# المرادي (القفر)

تعديل مصدري - تعديل

المرادي محلة تابعة لقرية المظل، التابعة لعزلة بني مبارز بمديرية القفر إحدى مديريات محافظة إب في الجمهورية اليمنية، بلغ تعداد سكانها 58 حسب تعداد اليمن لعام 2004.